# Institut de puériculture et de périnatalogie
Pour les articles homonymes, voir IPP.
L'Institut de puériculture et de périnatalogie (IPP) est situé sur le boulevard Brune entre les portes de Vanves et Didot dans le 14e arrondissement de Paris.

## Description
Cet institut est à la fois :
- un hôpital avec un centre de médecine fœtale, un service de pédiatrie néo-natale, soins intensifs et réanimation néo-natale, des consultations pour le suivi des prématurés ;
- des laboratoires spécialisés ;
- une PMI, spécialisée dans l'accueil de mères ;
- le lactarium d'Île-de-France, au sein du service de diététique ;
- une école d'infirmiers en puériculture ;
- un centre d'action médico-sociale précoce (CAMSP) pour le suivi des enfants de 0 à 6 ans à risque de difficultés développementales (notamment, à la suite d'une naissance prématurée) ou handicapés ;
- un dispensaire médico-psychologique ("Guidance") pour enfants présentant des difficultés psychologiques (comportement, sommeil, alimentation, etc.) ;
- un hôpital de jour pour enfants psychotiques, autistes, limites.

Autrefois géré par l'association ADHMI, depuis novembre 2011, l'ensemble de ces services est désormais placé sous l'égide de l'AP-HP (Necker Enfants-Malades), pour les structures néonatales, et l'association des Fondations Hospitalières Sainte-Marie et Sainte-Anne, pour les autres.
Les bâtiments sont réalisés par les architectes Charles Duval et Emmanuel Gonse, de 1928 à 1933.